# CLCA1
CLCA1‏ (Chloride channel accessory 1) هوَ بروتين يُشَفر بواسطة جين CLCA1 في الإنسان.